# Eueana simplaria
Eueana simplaria är en fjärilsart som beskrevs av Claude Herbulot 1986. Eueana simplaria ingår i släktet Eueana och familjen mätare. Inga underarter finns listade i Catalogue of Life.